# Kuhsee (Augsburg)
Der Kuhsee ist ein künstlich geschaffener See im Augsburger Stadtteil Hochzoll. Der Name Kuhsee entstand dadurch, dass an dem einstmaligen dem Lech angeschlossenen Altwasser städtische Kuhherden zum Tränken geführt wurden. Bereits der Altwasserarm des Lechs wurde im Volksmund als Kuhsee bezeichnet.

## Geschichte

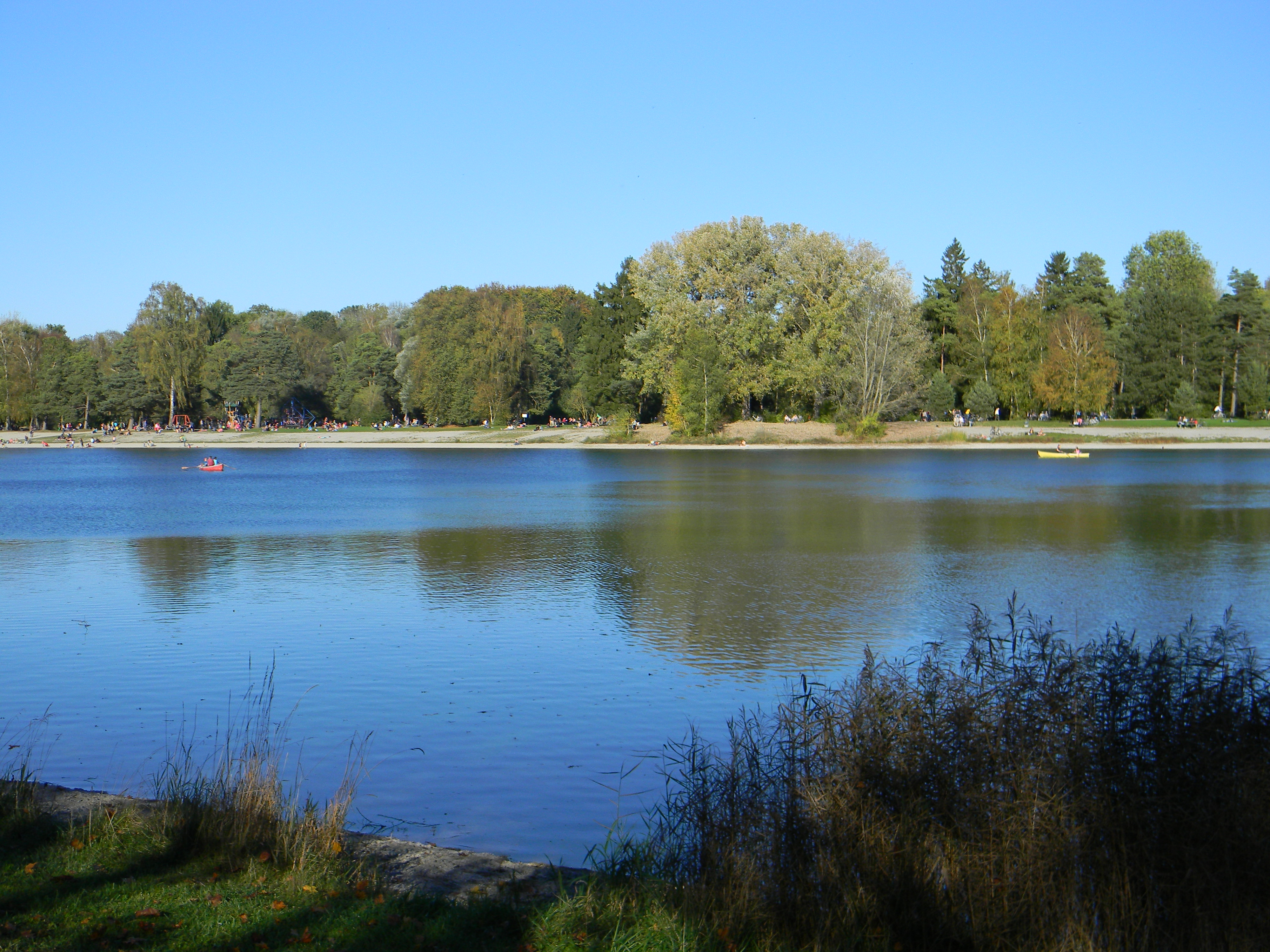
Kuhsee mit Paddelbooten an einem sonnigen Oktobertag

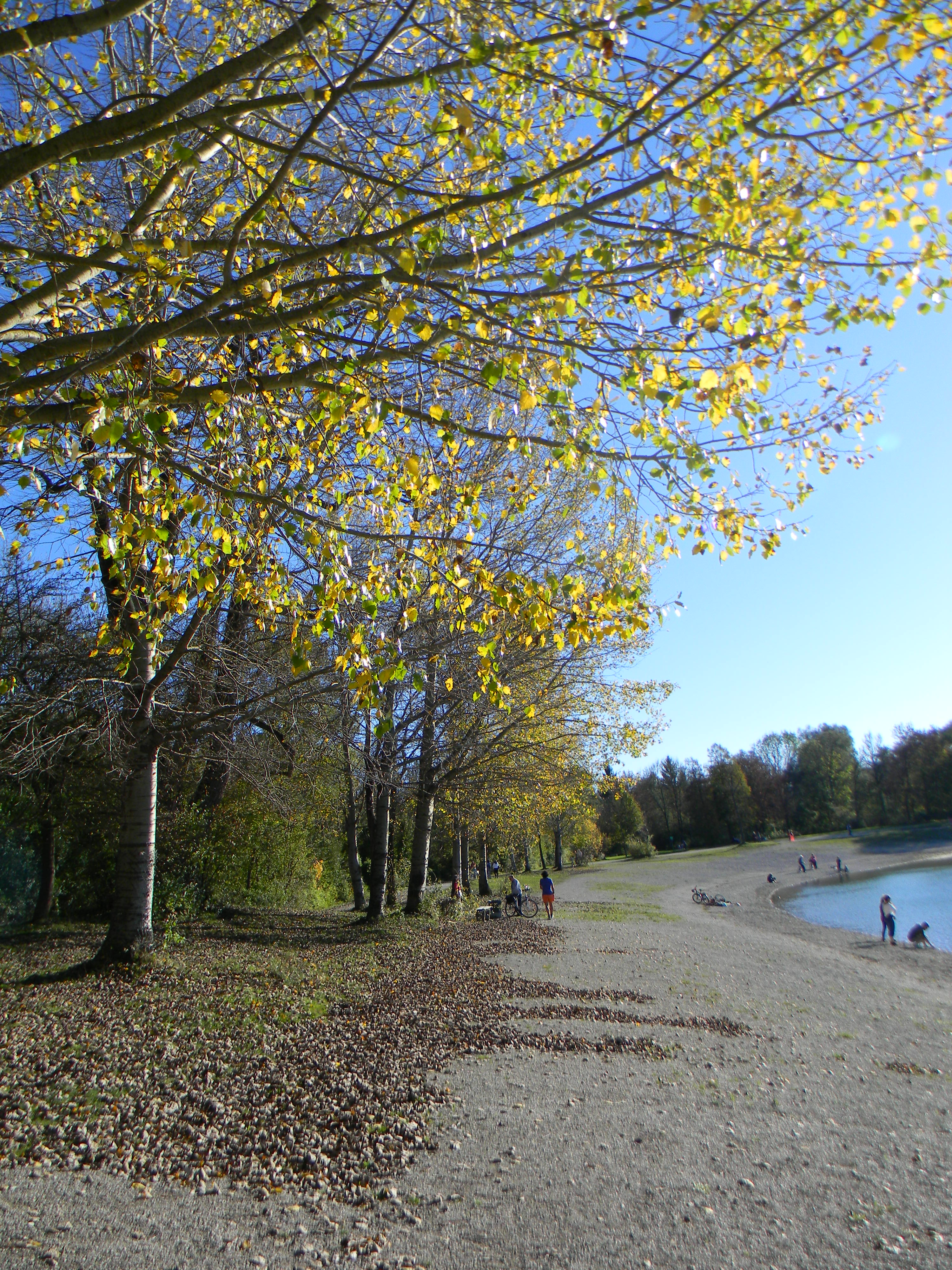
Am Ufer des Kuhsees wachsen zahlreiche Pappeln.

Helm-Knabenkraut

Die ersten Pläne, den Kuhsee im Rahmen einer Arbeitsbeschaffungsmaßnahme durch Arbeitslose zu einem Badesee umzugestalten, gab es bereits 1930. Dieser Plan scheiterte an den Bedenken, Einbrüche bei den Besucherzahlen der städtischen gebührenpflichtigen Freibäder verbuchen zu müssen. Von Seiten der Anwohner wurde zudem befürchtet, dass es durch die neugeschaffene vergrößerte Wasserfläche zu einer Mückenplage kommen könnte.
1967 wurden von der Stadt Augsburg Pläne zum besseren Hochwasserschutz in Hochzoll und auch für das Trinkwasserschutzgebiet westlich des Lechs erstellt. Nach dem letzten großen Hochwasser am 10. August 1970, bei dem der Lech nach Osten ausuferte und in Augsburg-Hochzoll für Zerstörung sorgte, beschloss der Stadtrat, auf der Ost- und Westseite des Lechs einen Hochwasserschutzdamm zu errichten. Der Kuhsee entstand durch die Kiesgewinnung aus dem Altwasserarm des südöstlich am Hochablass aufgestauten Lechs.
Einen direkten Zufluss besitzt der Kuhsee nicht, der indirekte Zufluss besteht aus dem Grundwasserstrom, der sich in Süd-Nord-Richtung erstreckt. Im Norden des Sees ist ein Wehr in die Ostseite des Hochablasses integriert, mit dem der Wasserspiegel um einen Meter abgesenkt werden kann. (Lt. dem Artikel zum Hochablass ist dieses durch eine Kiesaufschüttung dauerhaft verschlossen. Solltet ihr mal Konsistenz herstellen.)
Das heutige künstliche Seebecken ist rund 17 Hektar groß und 1–5 Meter tief. Es dient im Sommer als attraktives Badegewässer und wurde dazu u. a. mit Liegewiesen und Spielplätzen ausgestattet, wird aber auch ganzjährig als Naherholungsgebiet genutzt.

## Landschaftsschutzgebiet
Seit 1951 steht der Kuhsee und das östliche Lechufer unter Landschaftsschutz (VO laut BayNatSchG 1973/1987 vom 3. September 1951 / 6. Dezember 1977). Einen Steinwurf vom Kuhsee südlich gelegen stößt man auf die Kuhseeheide, einen für das Lechgebiet typischen Lebensraum. Der Trockenrasen ist Teil der Lechtalheiden und steht aufgrund seiner bedrohten Flora und Fauna unter Naturschutz. Auf den kalkhaltigen Böden finden sich seltene Pflanzen wie Enziane oder Orchideen. Ein Beispiel für solche Schotterheiden ist die südlich des Kuhsees gelegene Kuhseeheide.

## Freizeit
Im Sommer bevölkern an einem sonnigen Wochenende ca. 10.000 Badegäste die Ufer des Sees. Während der Badesaison ist an den Wochenenden die Wasserwachtstation besetzt.
Gegrillt werden kann in den Zonen am südlichen Seeufer.
Im Winter kommen täglich ca. 1.000 Besucher zum See. Auf dem zugefrorenen See bietet sich bei genügend dickem Eis die Möglichkeit, Schlittschuh zu laufen oder Eisstock zu schießen.

## Sonstiges
Das heutige Restaurant am Ostufer wurde als Ersatz für die 1978 auf der Lech-Westseite im neuen Trinkwasserschutzgebiet abgerissene große Hochablassgaststätte gebaut. Die Lage des alten Biergartens mit seinen Kastanienbäumen lässt sich noch gut erkennen.
Bereits seit den 1950er Jahren existiert ein Ruderbootverleih. Zu dieser Zeit konnte man noch durch die mit Schilf bewachsenen Altwasserarme zu einer Halbinsel rudern, welche heute das Westufer bildet.
Fischereirechtlich und juristisch gesehen ist der Kuhsee, bei welchem es sich immer noch um ein Altwasser handelt, ein Nebenarm des Lechs und somit kein See. Dieser Umstand ergab sich aus dem jahrhundertealten Recht der Augsburger Stadtfischer, welches verbrieft, dass ihnen alles gehört was der Lech gibt und nimmt.
Auensee, Weitmannsee, Ilsesee und Mandichosee befinden sich südlich vom Kuhsee (am Lech entlang) und sind gut mit dem Fahrrad zu erreichen.

## Infrastruktur
Der Kuhsee ist für die Naherholung bestens erschlossen. Folgende Einrichtungen stehen zur Verfügung:
- Zwei Parkplätze: Augsburg-Hochzoll Nördlicher- und Südlicher Parkplatz
- Drei Kioske
- Ein Restaurant (vorübergehend geschlossen wegen Renovierung)
- Fünf Toilettenanlagen
- Fitnessparcour 2006
- Tischtennisplatten
- Zwei Spielplätze
- Grillmöglichkeiten am Südufer
- Bootsverleih am Restaurant
- Wasserwacht Kuhsee (bei schönem Wetter immer am Wochenende besetzt)
- Bushaltestelle „Hochzoll/Kuhsee“ der Linien 29/30

## Veranstaltungen
- Kuhsee-Fest
- Kuhsee-Triathlon